# Jürgen Seeberger
Jürgen Seeberger (* 25. März 1965 in Konstanz) ist ein deutscher Fußballtrainer.

## Leben
Seebergers Trainerkarriere begann im Schweizer Amateurfußball, als er 1994 den FC Schwamendingen in der 2. Liga (damals vierthöchste Spielklasse) übernahm. 1997 wechselte er zum Amateur-Erstligisten FC Red Star Zürich. Im Juli 1999 trat er beim SC Kriens in der Nationalliga B sein erstes Traineramt im Profifußball an. Von Juli 2000 bis zum 21. März 2007 betreute Seeberger den FC Schaffhausen, den er von der 1. Liga in die höchste Fußball-Liga führte. Mit Schaffhausen beendete er die Saison 2004/05 auf dem neunten, die folgende Saison auf dem achten Platz der Super League. Als der Club in der Saison 2007/08 auf einem Abstiegsrang stand, wurde Seeberger freigestellt.
Am 2. Januar 2008 wurde Seeberger Cheftrainer des deutschen Zweitligisten Alemannia Aachen als Nachfolger Guido Buchwalds. Nach drei verhältnismäßig erfolgreichen Halbserien führte Seeberger die Mannschaft zuletzt in der Saison 2008/09 auf den vierten Platz und verpasste den Aufstieg nur knapp. In der Folgesaison trennte sich der Verein jedoch bereits nach dem vierten Saisonspiel, das Seebergers Mannschaft mit 3:0 gewonnen hatte, von ihm.
Am 28. Januar 2010 wurde Seeberger neuer Cheftrainer der zweiten Mannschaft des VfB Stuttgart in der 3. Fußball-Liga. Nachdem er die Saison 2010/11 mit dem VfB II auf dem 10. Platz beendet hatte und somit als einziger Trainer einer zweiten Mannschaft in der 3. Liga die Klasse halten konnte, beendete Seeberger seine Tätigkeit beim VfB Stuttgart.
Am 5. September 2012 wurde Seeberger neuer Trainer des Drittligisten SV Darmstadt 98 in der 3. Fußball-Liga. Dort folgte er Kosta Runjaic, der zum MSV Duisburg gewechselt war. Am 17. Dezember 2012 trennte sich der SV Darmstadt 98 von Seeberger. In 13 Spielen unter seiner Führung hatte die Mannschaft nur zweimal gewonnen und belegte den letzten Platz in der 3. Liga.
Von Juli 2014 bis November 2015 trainierte er den Schweizer Zweitligisten FC Winterthur. Anschließend war er Trainer des Schweizer Amateurvereins FC Kosova Zürich. Im April 2018 übernahm er die abstiegsgefährdeten Stuttgarter Kickers in der Fußball-Regionalliga Südwest. Seeberger erhielt bei den Stuttgartern einen Vertrag bis zum Ende der Saison 2017/18. Nach dem Abstieg aus der Regionalliga endete Seebergers Engagement bei den Kickers im Mai 2018.
Im Februar 2019 übernahm Seeberger mit einem bis Ende Saison befristeten Vertrag den FC Schaffhausen. Im Juli 2021 trat er das Amt des Cheftrainers beim FC Freienbach aus der 1. Amateur-Liga an, den er trotz bis zum 30. Juni 2023 laufenden Vertrages per 31. Dezember 2022 verließ, um im neuen Jahr den stark abstiegsgefährdeten FC Vaduz aus der Challenge League zu übernehmen. Bereits nach vier Spielen gab der Verein aber die sofortige Beendigung der Zusammenarbeit mit Jürgen Seeberger per 21. Februar 2023 bekannt. Als Begründung gab die sportliche Leitung den „fehlenden Glauben an Besserung“ an.